# The Black Dahlia Murder
The Black Dahlia Murder — американський мелодік дез-метал гурт створений у 2001 році в місті Уатерфорд, штат Мічиган. Назва гурту походить від нерозслідуваного вбивства Елізабет Шорт в 1947 році, відому під прізвищем Black Dahlia.

## Історія

### Формування, Unhallowed та Miasma (2001—2006)
The Black Dahlia Murder почали своє формування наприкінці 2000 року, остаточний склад гурт отримав у січні 2001 року. У 2001 році гурт презентував свій перший демоальбом What a Horrible Night to Have a Curse, а у 2002 році чотиритрековий ЕР What a Horrible Night to Have a Curse останній група випустила на Lovelos Records. Після появи на концертах, як-от Milwaukee Metal Fest, Black Dahlia Murder підписали контракт із Metal Blade Records у 2003 році. Поточний басист Райан «Барт» Вільямс залишив свій колишній гурт, Detroit's Today I Wait, щоб поїхати в турне разом із Black Dahlia Murder. Після гастролей групи спільно з Throwdown та їхніх європейських концертів з Liar, від них пішов басист Девід Лок. Фронтмен Тревор Стрнад сказав, що Ло був звільнений за некомпетентність

## Тури гурту
The Black Dahlia Murder були хедайнерами на Summer Slaughter Tour виступали разом із Kataklysm, Vader, Cryptopsy, The Faceless, Despised Icon, Aborted, Born of Osiris, Psycroptic та Whitechapel

## Учасники гурту
| Теперішні учасники - Браян Ещбах — ритм-гітара (2001-наш час) - Брендон Елліс — Гітара (2016-наш час) - Макс Лавелль — бас-гітара (2012-наш час) - Алан Кассіді — Барабани (2012-наш час) | Колишні учасники - Майк Щепман — бас-гітара (2001) - Джон Дірінг — гітара (2001—2002) - Шон Гаврю — бас-гітара (2001—2002) - Корі Греді — барабани (2001—2004) - Девід Лок — бас-гітара (2002—2005) - Джон Кемпейнер — гітара (2002—2008) - Зак Гібсон — барабани (2005) - Раян Вільямс — бас-гітара (2005—2012) - П'єр Лангло — барабани (2006) - Шенон Лукас — барабани(2007—2012) - Раян Найт — гітара(2009—2016) - Тревор Стрнад — Вокал (2001—2022) |

## Дискографія

### Студійні альбоми
- Unhallowed (2003)
- Miasma (2005)
- Nocturnal (2007)
- Deflorate (2009)
- Ritual (2011)
- Everblack (2013)
- Abysmal (2015)
- Nightbringers (2017)
- Verminous (2020)

### Мініальбоми
- A Cold-Blooded Epitaph (2002)
- Grind 'Em All (2014)

### Демоальбоми
- What a Horrible Night to Have a Curse (2001)

- Demo 2002 (2002)